# Natapohn Tameeruks
Natapohn Tameeruks (en tailandés: ณฐพร เตมีรักษ์, RTGS: Nathaphon Temirak), más conocida como Taew (en tailandés: แต้ว; RTGS: Taeo), es una actriz tailandesa-china.

## Biografía
Es hija de Narong y Roungthong Temeerak, tiene dos hermanas Nattawadee "Tao" y Pin Temeerak.
Taew es de ascendencia tailandesa-china.
Estudió arquitectura en la Universidad de Chulalongkorn.
Es muy buena amiga de las actrices Mint Chalida, Peeranee Kongthai, Nittha Jirayungyurn y Toey Jarinporn. También es amiga de las actrices Urassaya Sperbund y Rasri Balenciaga.

## Carrera
Forma parte de "Channel 3".
El 16 de julio del 2014 se unió al elenco principal de la serie Roy Ruk Hak Liam Tawan donde interpretó a Praedow "Seiko", la prometida de Takeshi "Tawan" Onizuka	(Mario Maurer), hasta el final de la serie el 20 de agosto del mismo año.
Ese mismo año realizó una aparición especial en la secuela de "Roy Ruk Hak Liam Tawan" Roy Fun Tawan Deard donde volvió a dar vida a Seiko.
En el 2016 se unió al elenco principal de la serie Nakee donde interpretó a Kumkaew, una joven con poderes supernaturales cuya vida cambia cuando descubre que también es una elegante reina de serpientes así como una peligrosa reina que termina enamorándose del estudiante de arqueología Thosapol (Phuphoom Pongpanu).
El 18 de octubre del 2018 se unió al elenco de la película Nakee 2 donde volvió a dar vida a Jao Mae Nakee. La película es la secuela de la serie "Nakee".

## Filmografía

### Series de televisión
| Año             | Título                                           | Personaje                              | Notas        |
| --------------- | ------------------------------------------------ | -------------------------------------- | ------------ |
| 2019 - presente | Ruk Jung Eoi                                     | Dra. Pailin "Moh Aoey"                 |              |
| 2018            | Game SaNaeHa                                     | Muaenchanok "Nok"                      | 14 episodios |
| 2018            | Nueng Dao Fah Diew                               | Mang Mao                               | 17 episodios |
| 2017            | Rak Nakara                                       | HRH. Princesa Maen Meung               | 12 episodios |
| 2016            | Nakee                                            | Kumkaew / Reina Nakee                  | 11 episodios |
| 2015            | Mafia Luerd Mungkorn Series: Raed                | Pantheeraa "Pan"                       | 10 episodios |
| 2015            | Lom Son Rak                                      | Pattharin Sukonthakarn Phanuwat "Pat"  | 14 episodios |
| 2014            | Roy Fun Tawan Deard                              | Praedow "Seiko"                        | 2 episodios  |
| 2014            | Roy Ruk Hak Liam Tawan                           | Praedow "Seiko"                        | 11 episodios |
| 2014            | Wiang Roy Dao                                    | Roy Dao / Meda Badinthorn              | 14 episodios |
| 2013            | Suparburoot Jutathep Series: Khun Chai Ronapee   | Soifah Juthathep Na Ayutthaya "Soi"    |              |
| 2013            | Suparburoot Jutathep Series: Khun Chai Ratchanon | HRH. Princesa Soifah de Viangphukham   | 11 episodios |
| 2012            | Tawan Chai Nai Marn Mek                          | Tawanchay "Sun"                        | 15 episodios |
| 2012            | Phu Pha Prai Mai                                 | Pairmai Kulnanwong "Pair Mai"          | 13 episodios |
| 2011            | Plerng Torranong                                 | Chollada "Nam Fon"                     | 15 episodios |
| 2010            | Pieng Jai Tee Pook Pun                           | Mook Pisut Yao "Mook"                  | 12 episodios |
| 2010            | Songkran Hang Kwarm Ruk                          | Nam                                    | 1 episodio   |
| 2009            | Hua Jai Song Park                                | Tawanchay Ussawarit / Sunny            |              |
| 2009            | Dong Poo Dee                                     | Khom Rattanadechakorn / Khom Roongprai | 32 episodios |
| 2008            | Sood Tae Jai Ja Kwai Kwa                         | Wan Sawang                             |              |
| 2008            | Tai Gub Bai Kao                                  | Karntisa "Prik Tai"                    |              |
| 2006            | Naruk                                            | Naruk                                  | 44 episodios |

### Películas
| Año  | Título          | Personaje | Notas                                                          |
| ---- | --------------- | --------- | -------------------------------------------------------------- |
| 2018 | Nakee The Movie | Nakee     | junto a Urassaya Sperbund, Nadech Kugimiya y Phuphoom Pongpanu |
| -    | Dek Hor         | -         | junto a Charlie Trairat y Chintara Sukapatana                  |

### Programas de variedades
| Año  | Título                      | Notas                                 |
| ---- | --------------------------- | ------------------------------------- |
| 2018 | The Face Thailand: Season 4 | 2 episodios - (ep. #5 y 8) - invitada |
| 2013 | 3 Zaaap                     |                                       |

### Anuncios
| Año  | Anuncio                    | Notas |
| ---- | -------------------------- | ----- |
| 2017 | Essenso MicroGround Coffee |       |
| -    | Milk Commercial            |       |
| -    | Lux                        |       |
| -    | Panasonic Beauty           |       |
| -    | Magnolia Milk              |       |
| -    | Shisheido                  |       |
| -    | The Faceshop Cushion       |       |
| -    | AIS NEXT G                 |       |
| -    | Rejoice                    |       |
| -    | BeShine Collagen           |       |
| -    | Ole Candy                  |       |
| -    | Mymint Candy               |       |
| -    | Johnson                    |       |
| -    | Pantene                    |       |
| -    | Vita                       |       |

### Eventos
| Año  | Actividad                                                      | Notas                                                          |
| ---- | -------------------------------------------------------------- | -------------------------------------------------------------- |
| 2018 | Gala Premiere of Nakee The Movie @ Paragon Cineplex            | junto a Phuphoom Pongpanu, Urassaya Sperbund y Nadech Kugimiya |
| 2018 | Press Conference of Nakee The Movie @ Central Plaza Udon Thani | junto a Phuphoom Pongpanu, Urassaya Sperbund y Nadech Kugimiya |

## Discografía

### Participación en conciertos
| Año  | Nombre                                        | Notas |
| ---- | --------------------------------------------- | ----- |
| 2019 | 49th Thai TV3 Anniversary                     |       |
| 2018 | We Will Love You - Happy Anniversary 48th CH3 |       |
| 2017 | Love Is In The Air Charity Concert            |       |
| 2016 | 46th Anniversary - Love Mission               |       |

## Premios y nominaciones
| Año  | Categoría                | Premio                       | Trabajo                   | Resultado |
| ---- | ------------------------ | ---------------------------- | ------------------------- | --------- |
| 2015 | Popular Female Actress   | Kazz Award                   | -                         | Ganó      |
| 2014 | Most Beautiful           | Siamdara Award               | -                         | Ganó      |
| 2014 | Charming Girl            | Seesan Bunterung             | -                         | Ganó      |
| 2014 | Person of the Year       | Hamburger Award              | -                         | Ganó      |
| 2013 | Outstanding Actress      | 28th Golden Television Award | Khun Chai Rachanon        | Ganó      |
| 2013 | Best Actress in a Lakorn | Focus Award                  | Khun Chai Rachanon        | Ganó      |
| 2010 | Best Rising Actress      | Seesan Bunterng Award        | Dong Poo Dee              | Ganó      |
| 2008 | Popular Female Actress   | TV3 Fanclub Award            | Sut Dtae Jai Ja Kwai Kwaa | Ganó      |